# Пенчо Славейков
Пенчо Славейков (болг. Пенчо Славейков; 27 квітня 1866 — 28 травня 1912) — болгарський поет, культурний та громадський діяч.

## Життєпис
Народився в м. Трявна у 1866 році. Син поета та політичного діяча Петко Родева Славейкова. Навчався у містах Трявна та Стара Загора. У 1878 році разом з родиною перебрався до м. Слівен, а 1879 — до м. Тирново. Наприкінці того ж року родина Славейкових оселилася у Софії. Тут Пенчо навчався до 1881 року, коли його батько, лідер ліберальної партії, був заарештований. Тоді разом з родиною переїхав до Пловдива, де продовжив навчання. У 1883 році став одним з лідерів студентських заворушень, спрямованих проти тогочасної системи освіти.
У січні 1884 року тяжко захворів після переохолодження, був 3 місяці близький до смерті. Тривалий час лікувався у Пловдиві, Софії, але повністю не відновився. До кінця життя погано ходив тільки за допомогою палиці, з напругою говорив і повільно писав. З 1885 року співпрацював з Алеко Константіновим у часописі «Бібліотека Святого Климента». У 1892 році почав навчання в університеті Лейпцигу, де вивчав філософію. Під час цього став членом місцевого літературного товариства.
У 1898 році після закінчення навчання залишився в Лейпцигу. Того ж року, повернувшись до Болгарії, був обраний членом Болгарського літературного товариства (сучасна Болгарська академія наук). Викладав в гімназії для хлопчиків у м. Софія. Водночас став працювати у Національній бібліотеці. При цьому він був членом редакційної колегії журналу «Думка». У 1901 році призначений заступником директора, а з 1909 — директором Національної бібліотеки, де працював до 1911 року.
У 1908–1909 роках очолював Національний театр. У 1908 році організував великий театральний тур Македонією. У 1909 році Славейков був відправлений до Москви для участі у святкуванні 100-річчя з дня народження Миколи Гоголя. У 1910 році брав участь у Слов'янському соборі, де проявив себе як активний слов'янофіл.
У справах бібліотеки в 1911 році відвідав Стамбул, Афіни, Неаполь, Сорренто, Рим. Намагався налагодити співробітництво з тамтешніми бібліотеками. У 1911 році внаслідок конфлікту з міністерством освіти Славейкова було звільнено. Він перебрався жити до Швейцарії. Деякий час мешкав у Цюриху, потім мандрував країною. У 1912 році переїхав до Флоренції. Того ж року перебирається до курортного містечка Брунате, де й помер 28 травня того ж року.
Був похований на кладовищі Брунате, прах його був перепохований в Болгарії в 1921 році. Рідна домівка Славейкова у м. Трявна нині є меморіальним музеєм поета.

## Творчість
У доробку Пенчо Славейкова є «Епічні пісні» у 2-х книгах (1896–1898), «Сон про щастя» (1906), «На острові блаженних» (1910).
Велике місце в його творчості займала тема національно-визвольної боротьби, образи народних героїв (вірші «На Шипці», «Сто двадцять душ», «Поет», «Самогубця», «Гайдуцькі пісні»).
Найзначнішим твором є поема «Кривава пісня», над якою Славейков працював з початку 1890-х років і до кінця життя, не встигнувши закінчити її повністю. Вона присвячена Квітневому повстанню в Болгарії 1876 року.
Низка творів написані під впливом декадентства та індивідуалізму («Гімни про смерть надлюдини»). Суттєвим є його внесок в інтимну, пейзажну лірику (цикл «Сон про щастя», 1907 рік).
Він автор поем морально-філософського змісту, які розкривають силу людського духу («Cis Moll», «Серце сердець», «Мікеланджело»).
Багато віршів стали народними піснями («Нерозлучні», «Поки ти молодий», «Перебендя»). За мотивами і в стилі народних пісень написані лірико-епічні, морально-побутові поеми «Бойко» і «Раліца».
Крім того перекладав Олександра Пушкіна, Михайла Лермонтова, Йоганна Гете, Генріха Гейне, Шандора Петефі.
У доробку є статті стосовно болгарської народної творчості, про західноєвропейську і російську літературу.